# William Shockley (Schauspieler)
William Shockley (* 17. September 1963 in Lawrence, Kansas) ist ein US-amerikanischer Schauspieler, Musiker und Autor.

## Werdegang
Shockley hat einen Abschluss in Politikwissenschaften von der Texas Tech University. Er wurde vor allem als Hank Lawson in der Serie Dr. Quinn – Ärztin aus Leidenschaft bekannt. Für seine Band betätigt er sich als Songwriter.

## Filmografie
- 1987: Robocop
- 1988: Die glorreichen Zwei (1 Folge)
- 1989: Jake und McCabe – Durch dick und dünn (1 Folge)
- 1989–1990: Die Ninja Cops (3 Folgen)
- 1990: Paradise (1 Folge)
- 1990: Zurück in die Vergangenheit (Folge 2.22)
- 1990: Sex Trap – Die Sexfalle (Fernsehfilm)
- 1990: Heißes Erbe Las Vegas (Mini-Serie)
- 1990: Ein perfekter kleiner Mord (Fernsehfilm)
- 1990–1991: Bagdad Cafe (5 Folgen als Sheriff Wayne)
- 1991: Switch – Die Frau im Manne (Switch)
- 1991: Die Rache (Fernsehfilm)
- 1991: Good & Evil (6 Folgen als Sonny)
- 1993–1998: Dr. Quinn – Ärztin aus Leidenschaft (Hank Lawson 122 Folgen)
- 1993: Nightmare Lover (Dream Lover)
- 1995: Showgirls
- 1995: Flucht im roten Cadillac
- 1997: Der Traum des Häuptlings (Fernsehfilm als General George Armstrong Custer)
- 1997: California (als Hank Lawson, Spin off der Serie Dr. Quinn)
- 1999: Pretender (1 Folge)
- 2000: Nash Bridges (1 Folge)
- 2001: Suckers
- 2005: Madison
- 2007: Welcome to Paradise
- 2011: Last Will
- 2012: Dark Canyon
- 2012: Born Wild
- 2014: Navy CIS: L.A. (Folge 6.7)
- 2017: Last Rampage – Der Ausbruch des Gary Tison (Last Rampage)